# Raimon de Cornet
Raimon de Cornet o Ramon de Cornet (fl. 1324-1340) è stato un prete, frate, grammatico, poeta e trovatore tolosano del XIV secolo.

## Biografia
Autore prolifico, della sua opera sopravvivono più di quaranta componimenti, la maggior parte in occitano, ma anche due in latino. Scrisse inoltre lettere, un poema didattico (talvolta classificato come l'ultimo ensenhamen), una grammatica e alcuni trattati sul calcolo (vale a dire matematica pratica). "Ultimo dei trovatori", rappresenta l'esprit le plus brillant (la mente più brillante) della "scuola tolosana". Appare in documenti contemporanei con i titoli di En (signore, o anche mossen) e Frare (fratello, o anche frate, frai, o frayre).
La magnum opus di Raimon è il suo Doctrinal de trobar (dottrinale per la composizione) composto intorno al 1324 e dedicato a Pietro IV di Aragona. Il Dottrinale segue la grammatica proposta più tardi dal Consistori del Gay Saber di Guilhem Molinier ed è strutturalmente identica alle Leys d'amor di Guilhem. Entrambe le opere dedicano molto spazio nella citazione di passi illustrativi dei più grandi trovatori del passato. Il Dottrinale è considerato la prima opera della tradizione del Gay Saber. In un passo elogiando il diletto della poesia, Raimon elenca molti generi tradizionali, che lui e gli altri come lui avevano contribuito a definire:
| Dont tug que may tot jorn prendo plazer ... Verses, chansos, siruentes, pastorelas, Dansas, descortz, redondels, viandelas, Am bel so gay, melodios, plazen, Balan, trescan o lors obran fazen; E motas vetz, per fugir ad enueg, Per los jorns loncz, o can fa longa nueg, Legen dictatz, gestas o bels romans. Traduzione (non letterale) Da cui tutti sempre prendon diletto ... sirventesi, pastorelle, versi, canti, redondel, viandelas, discordi, danze, con bel suono gaio, melodioso, e con diletto, ballando e saltando intorno, lor'opra fanno; e molto spesso, per fuggir la noia dei lunghi giorni, o delle lunghe notti, leggono versi, racconti e bei romanzi. |

Raimon sostiene tenacemente le crociate e in modo aspro si oppone al clero, al papato avignonese, e infine a Filippo VI di Francia. Scrive due "canzoni di crociata". La prima viene composta nel 1332, quando Filippo VI annunciava la sua intenzione di partire per la Crociata a luglio. Raimon suggerisce che il re avrebbe imposto una tassa agli uomini che non si fossero uniti alla crociata, e ad ogni modo richiedeva a coloro che fossero rimasti in Francia di pregare due o tre volte al giorno per chi andava in Terrasanta. Egli annota che [nella crociata] ci saranno missionari ausiliari che immancabilmente tenteranno di convertire i "saraceni". La seconda canzone, composta nel 1336, è un attacco a Filippo per non aver adempiuto alla sua promessa.
La poesia di Raimon, Quar mot orne fan vers, contiene il primo riferimento alla basse danse. Nel descrivere la professione dei joglars, annota che essi rapidamente acquisiscono la [padronanza della] bassas dansas. Questo riferimento precede ogni altro di un secolo.
Diciotto poesie liriche di Raimon sono conservate nei folii finali, incompiuti del Cançoner Gil, noto come  MS trobadorico Sg o Z, adesso MS 146 alla Biblioteca de Catalunya di Barcellona. Nel 1341, possibilmente durante l'arco di vita di Raimon, il poeta catalano Joan de Castellnou scrisse un Glosari al Doctrinal de Ramon de Cornet, una glossa sul Doctrinale.

## Opere nel Cançoner Gil
Canços
- "Al mes d'abril can veyrez nutg los camps"
- "Le mieus saber ioy deziran se pert"
- "Ara·s fos hieu si malautz e cotxatz"
- "Intrar vuyll en guerrejar si puch tan"
- "Cars motz gentils fons e grans mars d'apteza"
- "Cent castels e cent tors"
- "En aycel tems com no sen fretg ni cauma" (intitolata "Saumesca")
- "Amors corals me fay deios un cas" (detta canso)

Sirventes
- "Jus en la font de cobeytat se bayna"
- "Totz temps azir falsetatz ez engan"
- "Qui dels escachs vol belamen iogar" (com deu hom jogar als escachs)

Vers (poesie "vere")
- "Car vey lo mon de mal pugat al cim"
- "Pauc homes vey de sen tan freyturos"
- "Raso ni sens no pot vezer lo moble"
- "Ben es vilas e mals e rustichs"
- "Ab tot mon sen d'amors si pusch faray"

Tenço
- "Pres mes talens d'un pech partimen far" con Arnaut Alaman, donzel d'Albi

Non classificata
- "A Sent Marcel d'Albeges, prop de Salaç"